# John Trainer
Hon. John Patrick Trainer, OAM (* 25. März 1943 in Norwood, South Australia) ist ein australischer Politiker der Australian Labor Party (ALP) und später Parteiloser, der unter anderem von 1979 bis 1993 Mitglied sowie zwischen 1986 und 1990 Sprecher des South Australian House of Assembly war. Er fungierte ferner von 2000 bis 2018 als Bürgermeister von West Torrens City.

## Leben
John Patrick Trainer besuchte von 1956 bis 1960 das Rostrevor College und absolvierte danach ein grundständiges Studium an der Adelaide University sowie ein Lehramtsstudium am Adelaide Teacher’s College der University of South Australia (UniSA). Danach unterrichtete er als Lehrer an der Brighton High School und Underdale High School, ehe er als Seniorberater am Zentrum für Bildungstechnologie (Educational Technology Centre) des Bildungsministeriums von South Australia tätig war. Bei der Parlamentswahl in Australien am 18. Mai 1974 kandidierte er für die Australian Labor Party (ALP) im Wahlkreis Boothby für ein Mandat im Australischen Repräsentantenhaus, unterlag dabei aber erwartungsgemäß dem Wahlkreisinhaber John McLeay Jr. von der Liberal Party of Australia.
Bei der Wahl am 15. September 1979 wurde Trainer für die ALP als Nachfolger seines Parteifreundes Geoff Virgo im Wahlkreis Ascot Park erstmals zum Mitglied des South Australian House of Assembly gewählt, des Unterhauses des Parlaments von South Australia, und vertrat diesen Wahlkreis bis zu dessen Auflösung am 6. Dezember 1985. In dieser Zeit war er zwischen dem 23. November 1982 und dem 6. Dezember 1985 Parlamentarischer Geschäftsführer (Government Whip) der Fraktion der Labor-Regierung von Premier John Bannon in der Legislativversammlung. Bei der Wahl am 7. Dezember 1985 wurde er im neu geschaffenen Wahlkreis Walsh wieder zum Mitglied des House of Assembly gewählt und vertrat diesen Wahlkreis wiederum bis zu dessen Auflösung am 10. Dezember 1993.
Nach der Wahl am 7. Dezember 1985 wurde John Trainer auf der konstituierenden Sitzung am 11. Februar 1986 als Speaker zum Sprecher des House of Assembly gewählt und trat damit die Nachfolge seines Parteifreundes Terry McRae an. Er bekleidete das Amt des Parlamentspräsidenten bis zum 8. Februar 1990, woraufhin der der ALP nahestehende Parteiloser Norm Peterson neuer Sprecher wurde. Er selbst war vom 11. Dezember 1989 bis zum 10. Dezember 1993 abermals Government Whip der Regierungsfraktion in der Legislativversammlung. Am 2. August 1990 wurde ihm aufgrund einer mindestens dreijährigen Amtszeit als Sprecher der Legislativversammlung der Höflichkeitstitel The Honourable verliehen. Nachdem sein Wahlkreis Walsh im Rahmen einer Neuverteilung abgeschafft worden war, kandidierte er bei der Wahl am 11. Dezember 1993 für die ALP im Wahlkreis Hanson, unterlag jedoch dem Kandidaten der Liberalen Partei Stewart Leggett und schied damit aus dem Parlament aus. Nachdem er 1996 aus der Labor Party ausgetreten war, kandidierte er bei der Wahl am 11. Oktober 1997 als Parteiloser (Independent) noch einmal im Wahlkreis Hanson, unterlag dieses Mal jedoch der Bewerberin der ALP, Steph Key.
Als Nachfolger von Reece Jennings wurde Trainer 2000 erstmals Bürgermeister von West Torrens City und bekleidete dieses Amt nach seinen Wiederwahlen ohne Gegenkandidaten 2003, 2006, 2010 und 2014 bis 2018, woraufhin Michael Coxon neuer Bürgermeister wurde. Für seine Verdienste wurde ihm am 1. Januar 2001 anlässlich des 100-jährigen Bestehens des Australischen Bundes die Centenary Medal verliehen. Für seine Verdienste in der Staats- und Kommunalregierung wurde ihm im Rahmen der Birthday Honours am 8. Juni 2015 außerdem die Medaille des Order of Australia (OAM) verliehen.

## Hintergrundliteratur
- Parliament of South Australia: Statistical Record of the Legislature 1836–2007 (Memento vom 11. März 2019 im Internet Archive)
- Robert Martin: Responsible Government in South Australia, Band 2, Wakefield Press, 2009, ISBN 978-1-86254-844-2, S. 83 f. (Onlineversion (Auszug))

## Weblink
- Hon John Trainer OAM. In: Parlament von South Australia. Abgerufen am 2. April 2024 (englisch).